# Michele Marcucci
Michele Marcucci (Massarosa, 6 maggio 1845 – Lucca, 21 marzo 1926) è stato un pittore italiano.

## Biografia

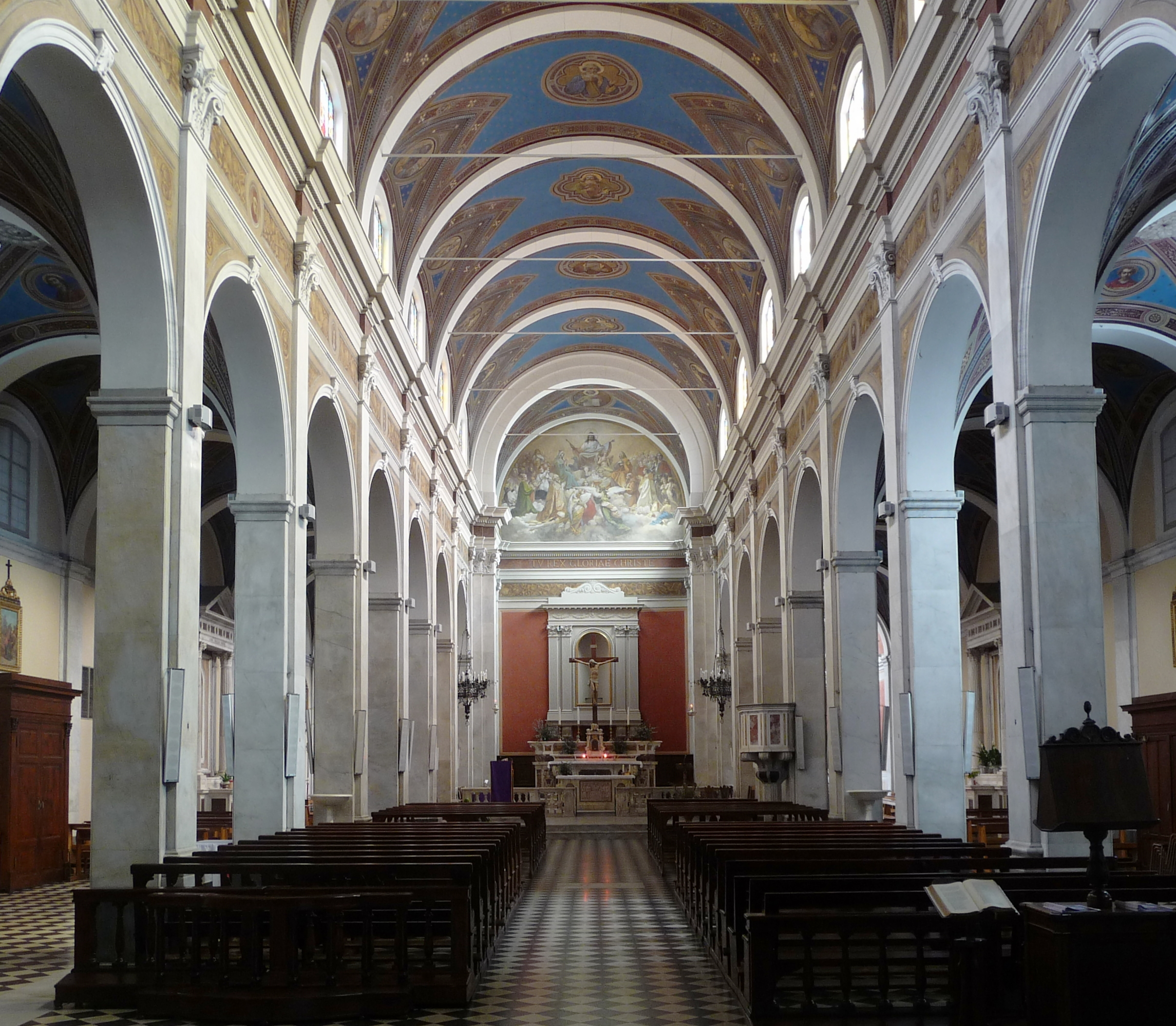
Le volte dipinte a olio della Chiesa di San Giusto di Porcari (1901-05).

Nato da Paolo, sarto, e da Rosa Luchini, all'età di dodici anni manifestò ai genitori il desiderio di imparare a disegnare. Il padre lo presentò al pittore Francesco Bianchi, direttore della scuola di disegno lineare, di ornato e di plastica all'Accademia di Belle Arti di Lucca. Nel 1861 fu iscritto al Regio Istituto di Belle Arti, dove studiò sotto il pittore Giuseppe Marcucci. Nel 1866 vinse una borsa di pensionato a Firenze ed ebbe come maestri il livornese Enrico Pollastrini e Antonio Ciseri. Come saggio di prova realizzò l'opera La morte di Giulio Cesare, esposta nel 1871 presso la Camera di Commercio di Lucca ed in seguito conservata presso la pinacoteca comunale. Si dedicò inoltre alla produzione di ritratti. Nel 1872, grazie all’intercessione di Luigi Norfini, ottenne una borsa di studio del consiglio provinciale per proseguire gli studi a Firenze. Si specializzò nella pittura murale presso lo studio di Vincenzo Consani. Nel 1875 portò a compimento Lo Studio di Matteo Civitali, la sua opera più famosa. Sposatosi nel 1876 con Rita Bertolucci, ebbero quattro figli, Marianna, futura insegnante di disegno, Paolo, Vittore, morto fanciullo, e Vittore, anche lui dedito al disegno. Vinse la cattedra di disegno elementare al Regio Istituto di Belle Arti di Lucca. Nel 1880-81, nel centenario del Volto Santo, realizzò, con Enrico Ridolfi e Pietro de Servi alcune decorazioni a tempera delle volte nel Duomo di Lucca. Dopo il 1880 dipinse la Madonna piangente per la cappella Poggi di Porcari. L'anno seguente decorò l'abside della Pieve di San Michele Arcangelo a Corsanico. Agli inizi anni novanta restaurò gli affreschi nella Chiesa di Santa Maria della Rosa e nel 1891 dipinse due tele per la chiesa di Veneri di Pescia. Contestualmente realizzò la decorazione pittorica di dodici arcate nel cimitero monumentale di Lucca. Nel 1894 assunse gli insegnamenti di ornativa pittorica e di disegno presso il Regio Istituto di Belle Arti di Lucca, di cui fu direttore provvisorio dal 1897 al 1900. Nel 1895 eseguì la Vergine del Rosario di Pompei per la chiesa di Massarosa. Nel 1897 decorò l'abside della chiesa di Capannori. Nel 1900 gli fu commissionata la decorazione dell’intera chiesa di San Giusto di Porcari, che terminò nel 1905. Portò a termine inoltre le pitture nella chiesa di Bozzano, nella chiesa di Sant’Alessio e di Santa Maria Assunta a Pieve di Compito. Nel 1907 eseguì il ritratto affrescato dell'arcivescovo Nicola Ghilardi nel Palazzo Arcivescovile di Lucca e la tela per il coro della Chiesa San Paolino. Eseguì lavori per la chiesa di Lunata, di San Donato e di Pieve San Paolo e una pala per altare di Sant’Antonio nella Chiesa del Suffragio di Lucca. Andato in pensione dall'insegnamento nel 1915, proseguendo l’attività pittorica. Negli ultimi anni della sua vita realizzò una pala per la chiesa di Gello (Pescaglia), le decorazioni per la Chiesa della Santissima Annunziata di Viareggio e un dipinto per l’altare maggiore di Santa Maria Corteorlandini di Lucca.